# کیرتیپور
کیرتیپور (به لاتین: Kirtipur) یک شهرداری در نپال است که در بخش کاتماندو واقع شده‌است. کیرتیپور ۶۷٬۱۷۱ نفر جمعیت دارد.

## نگارخانه

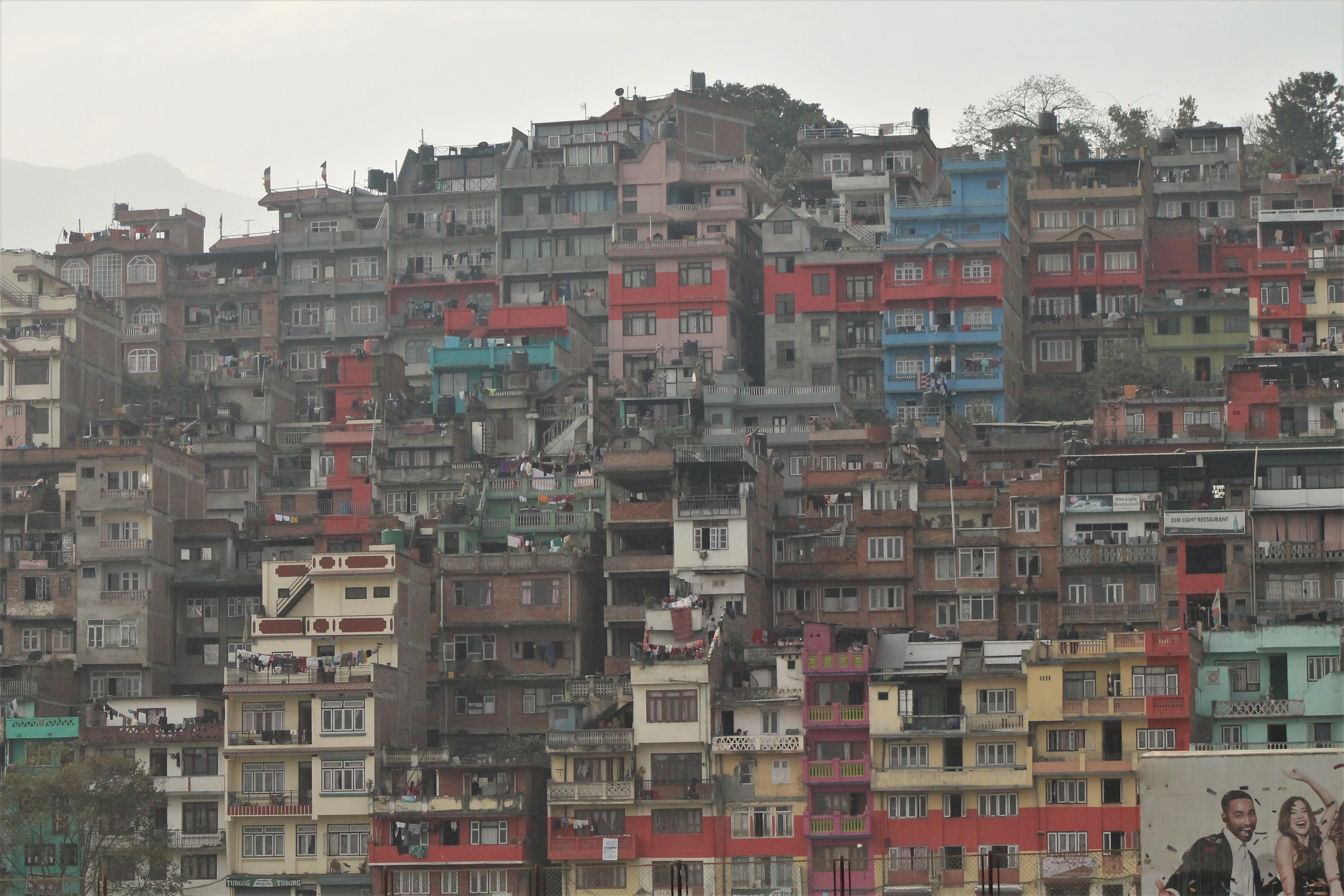
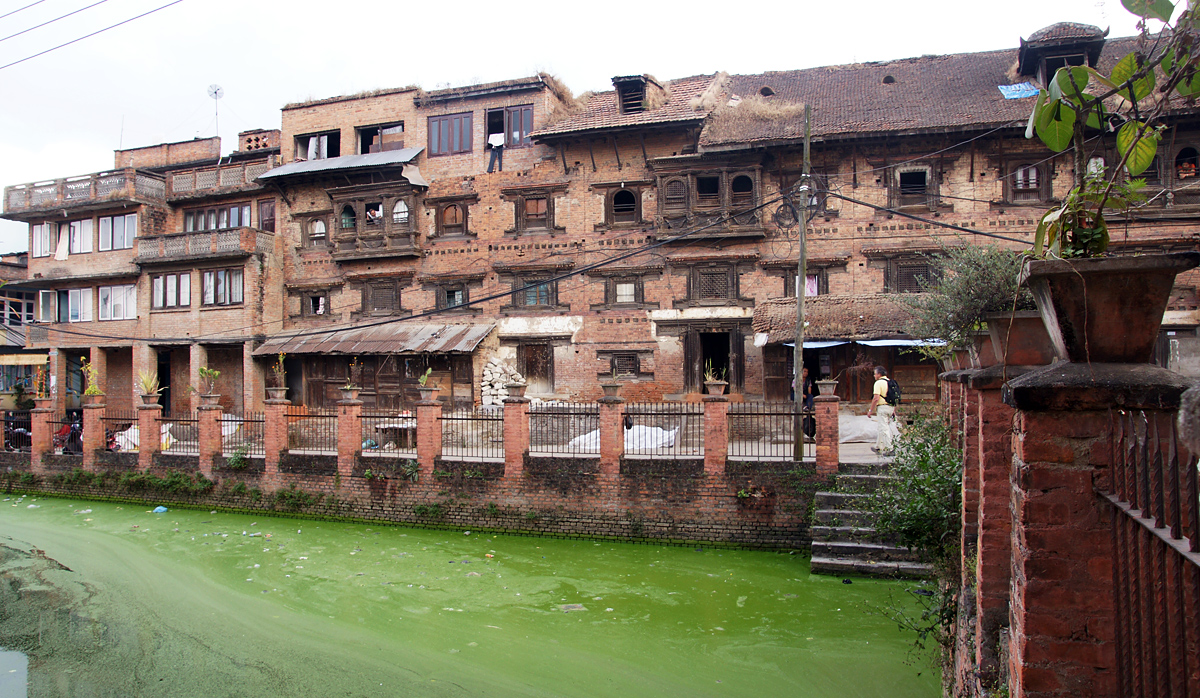
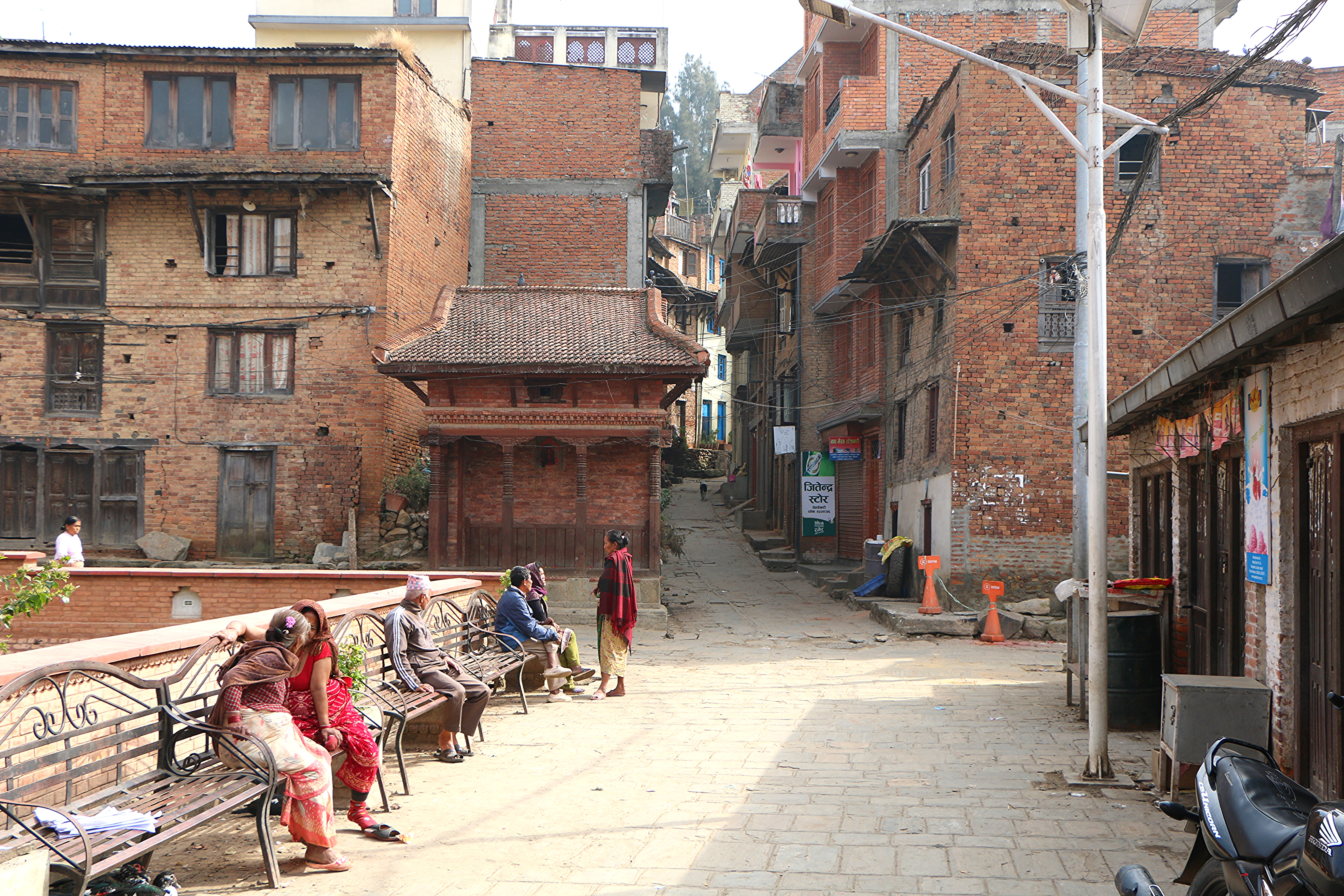
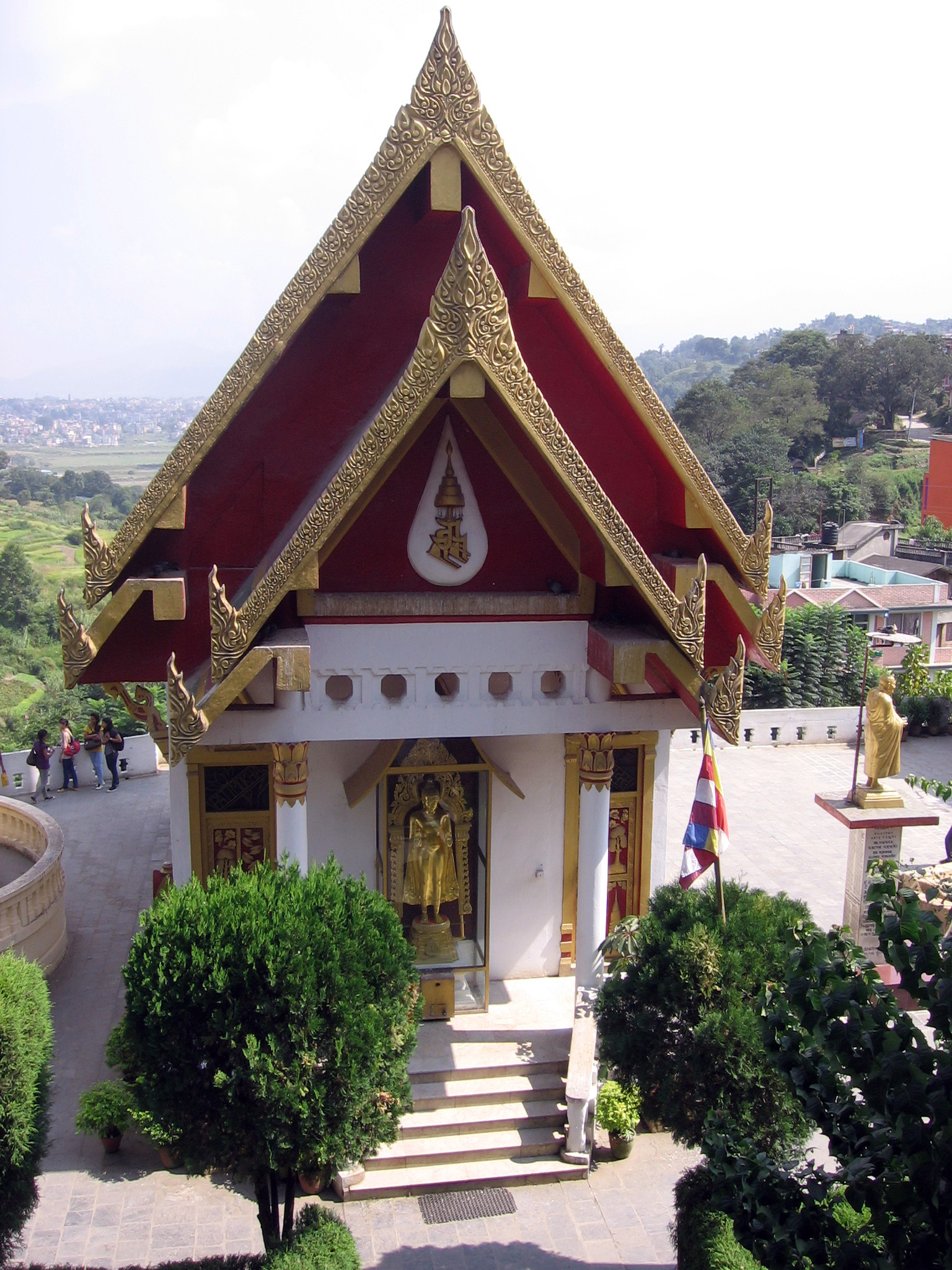
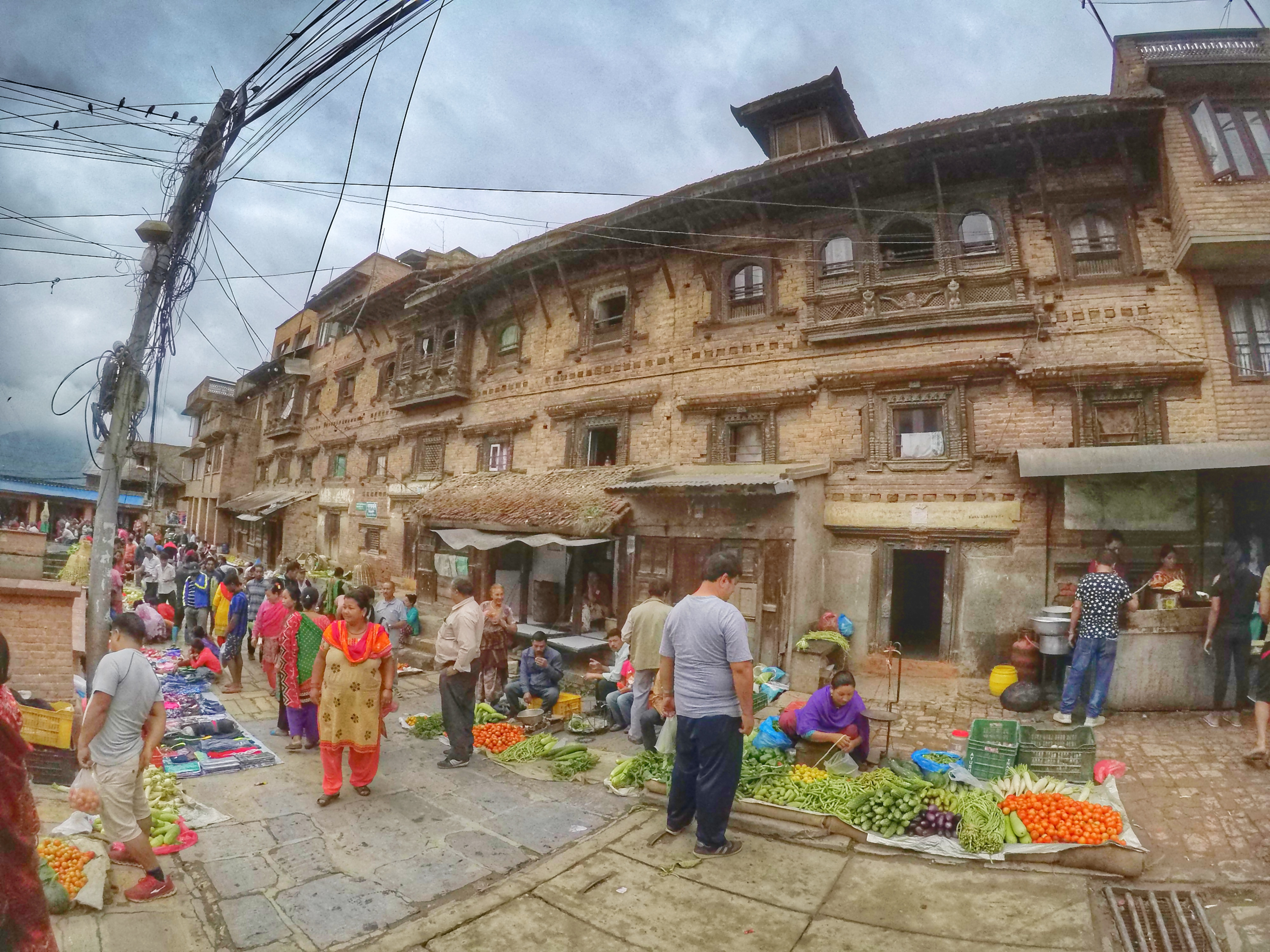